# 1916 en Belgique
Chronologie de la Belgique
- 1912
- 1913
- 1914
- 1915
- 1916
- 1917
- 1918
- 1919
- 1920

Cette page recense des événements qui se sont produits durant l'année 1916 en Belgique.

## Chronologie
- 18 janvier : Eugène Goblet d'Alviella, Paul Hymans (libéraux) et Émile Vandervelde (socialiste) font leur entrée dans le gouvernement du Havre.
- 12 février : diffusion à 25 000 exemplaires du journal clandestin La Libre Belgique.
- Du 29 février au 1er mars : Grand procès de Mons
- 12 mars : lecture puis publication de la lettre pastorale du cardinal Mercier intitulée À notre retour de Rome. En réaction à cette publication, l'imprimeur et bourgmestre de Malines Charles Dessain est arrêté, jugé et déporté en Allemagne.
- 13 mars : ordonnance décrétant la néerlandisation de l'université de Gand.
- 18 mars : arrestation des professeurs de l'université de Gand Paul Fredericq et Henri Pirenne.
- 1er avril : Gabrielle Petit, une jeune espionne au service des alliés, est fusillée au Tir national.
- Du 2 au 14 juin : bataille du mont Sorrel.
- 21 juillet : malgré l'interdiction, la Brabançonne est jouée à l'orgue de la cathédrale Saints-Michel-et-Gudule de Bruxelles.
- 22 juillet : le gouvernement allemand condamne Bruxelles à une amende d'un million de marks en raison des manifestations patriotiques qui se sont déroulées la veille.
- Août 1916 : création de la Heldenhulde (« hommage aux héros ») visant à financer un mémorial aux soldats flamands morts au front.
- 25 septembre : manifestation d'activistes flamands devant le palais royal de Bruxelles.
- 27 septembre : deux avions anglais survolent la commune d'Evere. Les obus allemands ne parviennent pas à les abattre mais causent de nombreux dégâts avenue Georges Henri.
- 16 octobre : début de la déportation de travailleurs belges en Allemagne, parmi lesquels se trouve l'historien Henri Pirenne.
- 19 octobre : le cardinal Mercier déclare publiquement son indignation à la suite de la déportation de Belges en Allemagne.
- 24 octobre : réouverture de l'université de Gand « néerlandisée ».
- 25 octobre : sur ordre de l'occupant, le ministère des Arts et des Sciences est scindé en deux départements, flamand et wallon.

## Culture

### Littérature
- Les Ailes rouges de la guerre, d'Émile Verhaeren.
- Pallieter, de Félix Timmermans.

### Peinture
- L'Étranger, de Constant Permeke.

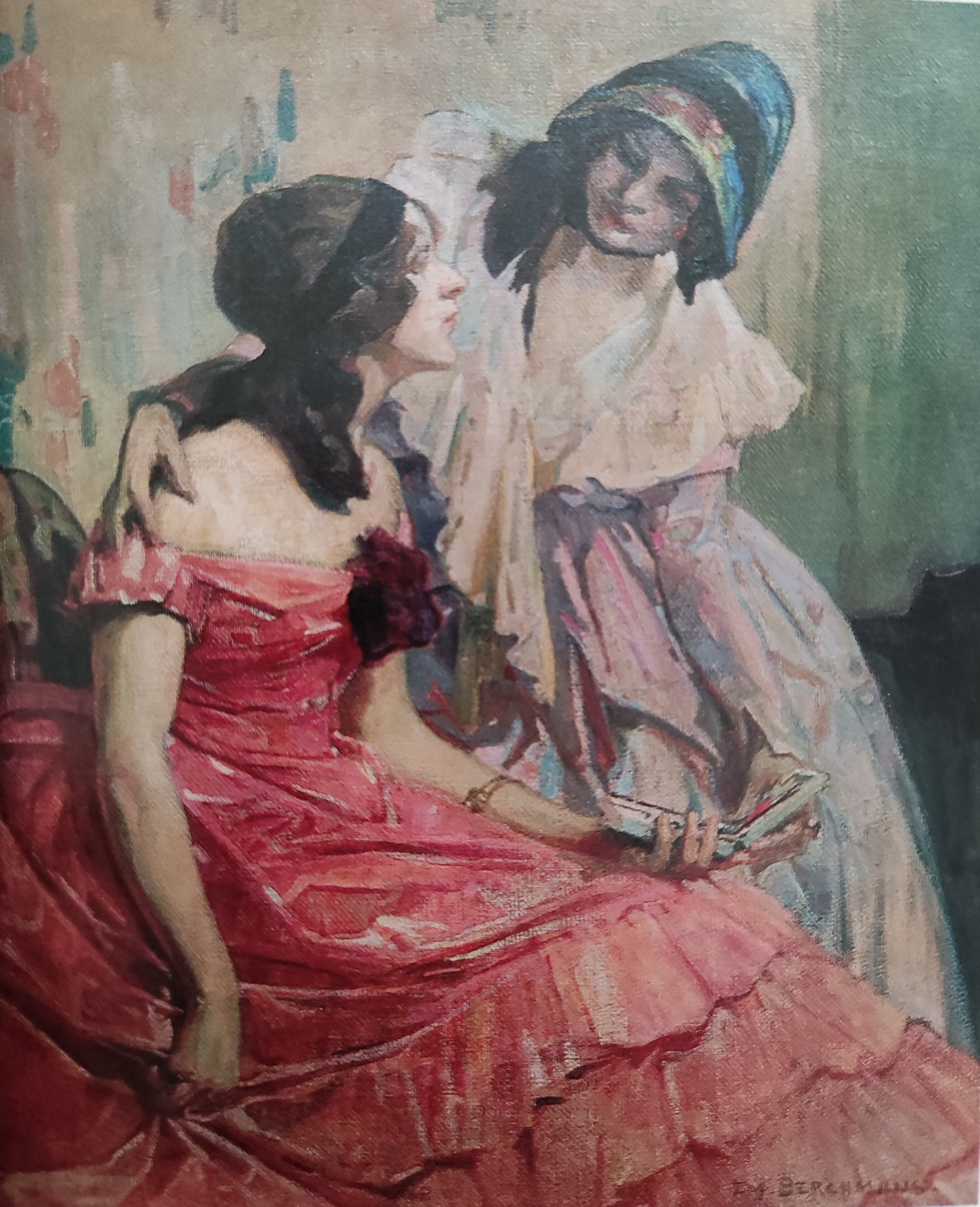
Le Souvenir. Confidence (Émile Berchmans)

## Naissances
- 1er janvier : Roger Lambrecht, coureur cycliste.
- 21 janvier : Renaat Van Elslande, homme politique.
- 12 février : Lucien Harmegnies, homme politique.
- 26 mai : Edmond Delathouwer, coureur cycliste.
- 1er juin : Jean Jérôme Hamer, cardinal.
- 16 juin : Lucien Storme, coureur cycliste.
- 19 juillet : Albert Hendrickx, coureur cycliste.
- 27 août : Robert Van Eenaeme, coureur cycliste.
- 18 septembre : Maurice Denis, homme politique.
- 2 octobre : Alfred Califice, homme politique.
- 3 octobre : Arnold Deraeymaeker, joueur et entraîneur de football.
- 10 octobre : Bernard Heuvelmans, zoologue.
- 30 novembre : 
  - Andrée De Jongh, membre de la résistance, fondatrice du réseau Comète.
  - Richard Gedopt, joueur de football.

## Décès
- 27 février : Georges Buysse, artiste peintre.
- 12 mars : Julien Davignon, homme politique.
- 1er avril : Gabrielle Petit, espionne fusillée par l'occupant.
- 11 juillet : Rik Wouters, artiste peintre.
- 27 novembre : Émile Verhaeren, écrivain, mort écrasé par un train à Rouen.